# فينديميير 13
13 فينديميير السنة 4 في التقويم الجمهوري الفرنسي (5 أكتوبر 1795 في التقويم الغريغوري) هو الاسم الذي يطلق على معركة بين القوات الثورية الفرنسية والقوات الملكية في شوارع باريس.
كانت هذه المعركة جزءًا من تأسيس شكل جديد للحكومة، ما يسمى حكومة المدريين، وكانت عاملاً رئيسياً في التقدم السريع للجمهورية نابليون بونابرت.

## خلفية
لقيت الإصلاحات الاجتماعية للثورة الفرنسية استقبالًا جيدًا من قبل غالبية سكان فرنسا، لكن موقف الثورة المناهض بشدة للكاثوليكية قد خلق تعاطفًا معادًا للجمهورية في العديد من الروم الكاثوليك. في مارس 1793، تحول هذا الشعور إلى تمرد مسلح في منطقة فيندي الكاثوليكية الشرسة في غرب فرنسا. أثبت جيش المتمردين المسمى الجيش الكاثوليكي الملكي أنه شوكة في خاصرة الحكومة الثورية في باريس، تحت قيادة قادة مثل فرانسوا دي شاريت دي لا كونتري وموريس ديليبي. عُرف المتمردون باسم شوان ، وهو لقب مشتق من لقب الزعيم الملكي المبكر جان كوترو جان شوان. كان معروفًا بتقليده المثالي لصرخة البومة، وهو ضجيج أصبح صرخة حشد لمتمردي فيندي. [بحاجة لمصدر]

سرعان ما حصل الجيش الكاثوليكي الملكي على الدعم البريطاني وانطلق في بداية واعدة، وهزم بشدة العديد من الجيوش الثورية. أمرت اللجنة الثورية للسلامة العامة الجنرال جان بابتيست كاريير بتهدئة المنطقة، وعلى مدى عدة أشهر، قضى كاريير بلا رحمة على سكان فيندي. السكان المحليين يطلق عليها اسم قوات الناقل والأعمدة infernales (الأعمدة الجهنمية). في 22 ديسمبر 1793، هدأ تمرد شوان بعد هزيمة كبرى في معركة سافيناي.
بعد 9 من ثارمييدور⟨انظر التقويم الشهري الجمهوري الفرنسي⟩ ، تم منح هؤلاء الشوان المستعدين لإلقاء السلاح العفو من قبل المؤتمر الوطني بعد إصلاحه. رد الشوان بمهاجمة مدينة غويمين التي يسيطر عليها الجمهوريون في 28 يناير 1795. أمرت الاتفاقية الجنرال هوشي على الفور بالتوجه إلى نهر فيندي وإجبار الشوان على الموافقة على وقف الأعمال العدائية. هزم هوشي بسرعة جيش شوان وفي 17 فبراير وقع فرانسوا دو شاريت دي لا كونتري تسوية سلمية سخية للغاية. [بحاجة لمصدر]

مجموعة صغيرة من الملكيين تحت قيادة الجنرال ستوفليت والمتعصب الأب بيرنييه رفضوا قبول التسوية السلمية واستمروا في مقاومة جيش هوش. تم دعمهم من قبل البريطانيين في شكل 4000 مهاجر، و 80.000 بندقية، و 80 مدفعًا، جنبًا إلى جنب مع الطعام والملابس، وحتى كمية كبيرة من المهن المزيفة (لتزويد Chouans بالتمويل، ولكن أيضًا لعدم التوازن في الاقتصاد الفرنسي). [بحاجة لمصدر]

وُضعت هذه القوة الكبيرة تحت قيادة مهاجر جنرالس بويساي وهيرميللي. بسماع ذلك، خرقت دو شاريت دي لا كونتري اتفاقية السلام وأعادت فتح الأعمال العدائية. في 26 يونيو، هبطت قوة المهاجرين في كارناك. تقدم هيرميلي بسرعة على أوري قبل الانخراط والهزيمة من قبل هوش في فان
. بحلول أوائل يوليو، تم إجبار هيرمييلي على الخروج من أوري وتم محاصرته في قلعة Penthièvre . هذا يعني أن جيش المتمردين بأكمله محاصر الآن في شبه جزيرة كويبيرون. في 15 يوليو، وصلت فرقة مهاجرين إضافية لتعزيز الدفاع، تحت قيادة جنرال سومبرويل، لكن هيرميلي قُتل في معركة في 16 يوليو. بحلول 20 من الشهر، سقطت القلعة وتقدم هوش بسرعة أسفل شبه الجزيرة، وهزم جيش المهاجرين المحاصر بشكل ميؤوس منه. فقط جنرال بويساي وقوة صغيرة تمكنوا من الفرار مع الأسطول البريطاني؛ أما الباقون فقد قُتلوا أثناء العمل أو أُسروا أو أُعدموا. [بحاجة لمصدر]

على الرغم من فشل جيش المهاجرين، استمرت دو شاريت دي لا كونتري في تقديم المقاومة. في أوائل سبتمبر، اندلعت ثورة شعبية في المنطقة المحيطة بدرو، لكنها هُزمت في معركة نونانكورت. عانى دي شاريت دي لا كونتري نفسه من هزيمة كبيرة في سان سير في 25 سبتمبر. على الرغم من ذلك، هبطت قوات الكونت دارتوا في إيل ديو مع 1000 مهاجر و 2000 جندي بريطاني. بدأت القوات الملكية، مدعومة بهذه القوة، في السير في باريس في أوائل أكتوبر 1795. أثار وصول الكونت دارتوا إثارة أنصار jeunesse dorée الملكيين في قسم لو بولوتيي من العاصمة (الذي سمي على اسم شارع لو بولوتيي في ما يُعرف الآن بالدائرة الثانية)، وبدأوا مظاهرات على شكل قطع أشجار الحرية وصواني الدوس في فرنسا. بدأت الشائعات تنتشر بشأن الانشقاق المحتمل للحرس الوطني في باريس بأكمله. [بحاجة لمصدر]

## فينديميير

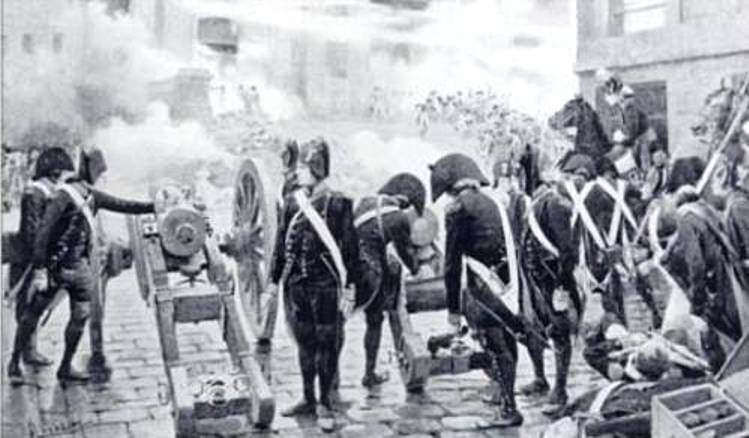
المدفعيون المؤيدون للاتفاقية يطلقون النار على العصابات الملكية

سرعان ما أدركت الاتفاقية أنها في خطر شديد، وأن قوة معادية كانت على الأراضي الفرنسية؛ في الواقع، كانت الانتفاضة في باريس تعني أن هناك الآن قوة معادية داخل العاصمة نفسها. وأعلن المؤتمر عزمه البقاء في غرف اجتماعاتهم حتى يتم حل الأزمة. ودعت إلى تشكيل ثلاث كتائب من الوطنيين ليتم رفعها من أركان اليعقوبين العسكريين المفصولين بعد 9 ثيرميدور. أعطيت جينيرال مينو قيادة الدفاع عن العاصمة، لكنه كان أقل عددًا بشدة حيث كان هناك 5000 جندي فقط لمقاومة الجيش الملكي المؤلف من 30.000 رجل.
في 12 بائعًا (4 أكتوبر 1795)، وصل الحرس الوطني إلى لو بولوتيي في محاولة لإخماد الاضطرابات. أعلنت اللجنة العسكرية لأقسام العاصمة تحت قيادة ريتشر دي سيفيني أنه لم يعد يتم الاعتراف بمراسيم الاتفاقية. تولى جنرال دانيكان قيادة الحرس الوطني في قسم لو بيليتير. أمرت الاتفاقية مينو بالتقدم إلى لو بولوتيي، ونزع سلاح المنطقة بأكملها، وإغلاق مقر دانيكون. تم إرسال الجنرالات ديسبيير وفيرديير إلى مينو لمساعدته. قسم مينو قوته إلى ثلاثة أعمدة وخطط للتقدم إلى لوبولوتيي مساء 12 بائعًا. عندما كان من المقرر أن يبدأ التقدم، ذكر ديسبيير أنه كان مريضًا وغير قادر على المضي قدمًا، ورفض فيردير التقدم. تقدم مينو بخجل نحو القوة الملكية، ودعا المتمردين لمناقشة شروط تفريقهم. انسحب بعد تلقيه وعد المتمردين بنزع سلاحه.
دعا قسم لو بولوتي، الذي رأى في ذلك على أنه علامة ضعف من جانب الاتفاقية، الأقسام الأخرى في باريس إلى الانتفاض. أدرك مينو خطأه، وشن هجومًا لسلاح الفرسان في شارع دو فوبورج مونمارتر، مما أدى إلى تطهير المنطقة مؤقتًا من الملكيين. رفضت الاتفاقية مينو من القيادة وأمرت بول باراس بتولي الدفاع عن الاتفاقية.

## نفحة من العنب

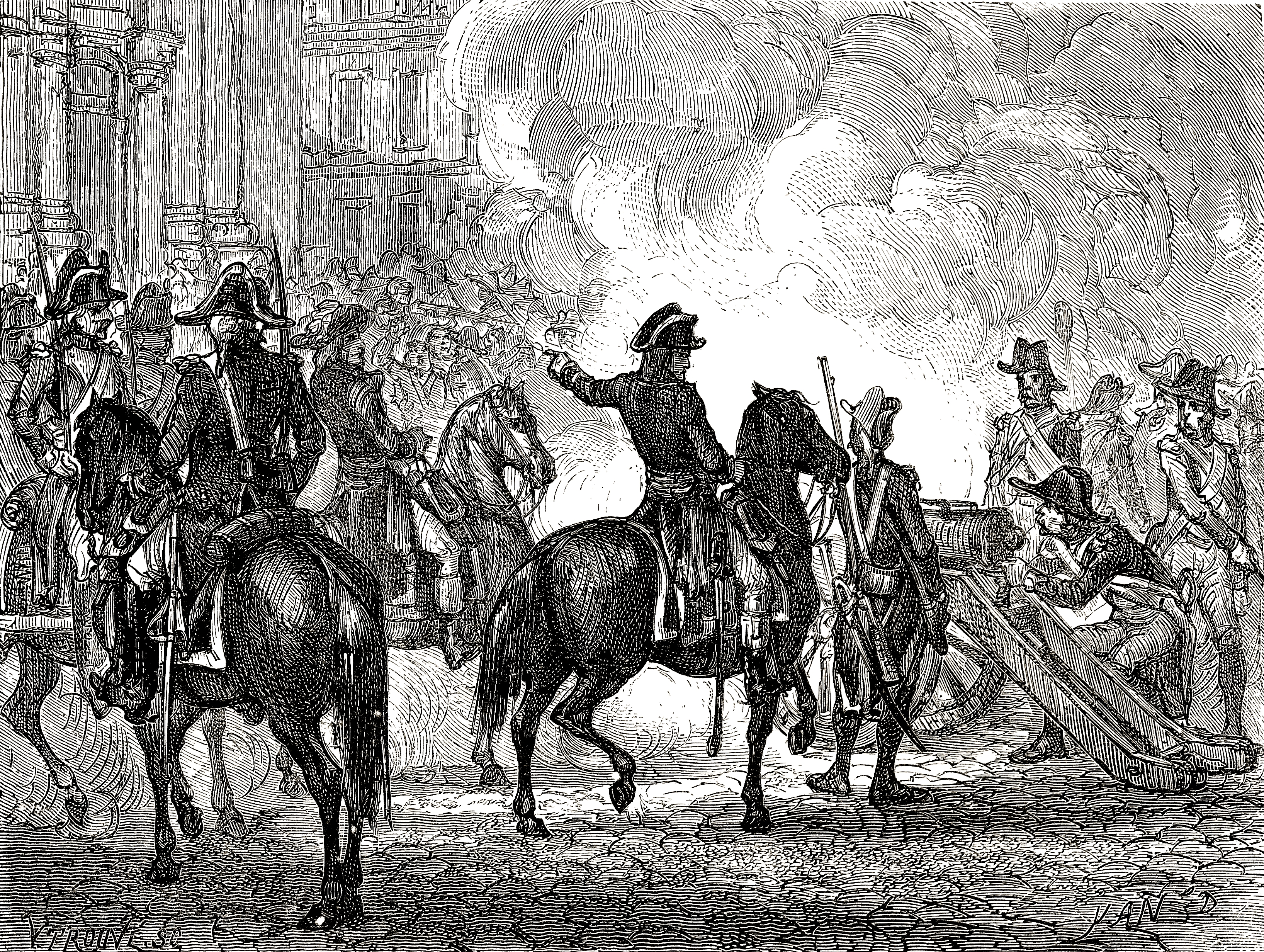
Bonaparte fait tirer à mitraille sur les sectionnaires (أوامر بونابرت بإطلاق النار على أعضاء القسم)، Histoire de la Révolution ، Adolphe Thiers ، ed. 1866، تصميم يان دارجنت

كان الجنرال الشاب نابليون بونابرت مدركًا للاضطراب، ووصل إلى المؤتمر في هذا الوقت تقريبًا لمعرفة ما كان يحدث. وسرعان ما أُمر بالانضمام إلى قوات باراس التي تحشد للدفاع عن الجمهورية. وافق بونابرت، ولكن بشرط منحه حرية الحركة الكاملة. [بحاجة لمصدر]

في الساعة 1   في يوم 13 فينديميير (5 أكتوبر)، تجاوز بونابرت باراس، الذي كان راضيا عن السماح له بفعل ما يشاء.   أمر بونابرت يواكيم مراد، بالركوب إلى سهل Sablons والعودة مع 40 مدفعًا أشار مينو إلى وجودها هناك. استعاد سرب مراد المدافع قبل وصول الملكيين ونظم بونابرت ترتيبهم، ووضعهم في مناطق قيادة ذات حقول نيران فعالة.
في 5   صباحا، تم صد هجوم تحقيق من قبل القوات الملكية. بعد خمس ساعات، بدأ الهجوم الملكي الرئيسي. وقد فاق عدد القوات الجمهوري قبل ما يقرب من 6-1، لكنها عقدت محيطها كل نفس، والمدافع اطلاق grapeshot في القوات الملكى حشدت. كما قامت «الكتائب الوطنية» الداعمة للمدفعية بقطع تقدم صفوف الملكيين. قاد بونابرت خلال الاشتباك الذي دام ساعتين، ونجا سالما على الرغم من إطلاق حصانه من تحته. وتسبب تأثير العروة والطلقات النارية من القوات الوطنية في تراجع الهجوم الملكي. أمر بونابرت بهجوم مضاد بقيادة سرب مراد من Chasseurs . في ختام المعركة، قتل حوالي ثلاثمائة من الملكيين في شوارع باريس.
سجل الفيلسوف والمؤرخ الإسكتلندي توماس كارلايل لاحقًا بشكل شهير أن بونابرت، في هذه المناسبة، أعطى خصمه «نفحة من العنب»  وأن «الشيء الذي نسميه تحديدًا الثورة الفرنسية ينفجر في الفضاء به.» وهذا يعني أن 13 فينديميير تمثل نهاية الثورة الفرنسية. (غالبًا ما تُنسب العبارة إلى بونابرت نفسه، لكن الكلمات ربما تكون من كلمات كارلايل.)

## ما بعد الكارثة
أدت هزيمة التمرد الملكي إلى القضاء على التهديد للاتفاقية. أصبح بونابرت بطلاً قومياً، وسرعان ما تمت ترقيته إلى جنرال دي ديفيجن . في غضون خمسة أشهر، تسلم قيادة الجيش الفرنسي لإجراء العمليات في إيطاليا. الملكيون المهزومون، في محاولة لتصوير الدفاع الجمهوري على أنه مذبحة، أطلقوا عليه لقب الجنرال فينيميير بونابرت، وهو لقب ادعى لاحقًا أنه سيكون أول لقب له.

## في فيلم
الحلقة الأولى من مسلسل نابليون 2002 يصور معركة 13 فينديميير.